# حمدي (شاعر)
أحمد بك فتح بك إبراهيم بك محمود بك أو حمدي (باللغة الكردية: حەمدی )، (1876–1936)، كان شاعرًا كرديًا.